# アジール権
アジール権（アジールけん）とは、俗世界の法規範とは無縁の場所、不可侵の場所という意味。ギリシア語ἄσυλονに由来するフランス語 asile に由来する。通常神殿や寺院、教会などがこれにあたる。宗教的、呪術的に特殊な聖域と考え、俗世界で犯罪を犯しても、アジールに逃げ込めば聖的な保護を与えられ、世俗権力による逮捕や裁判を免れるという一種の治外法権のような性質を持った。

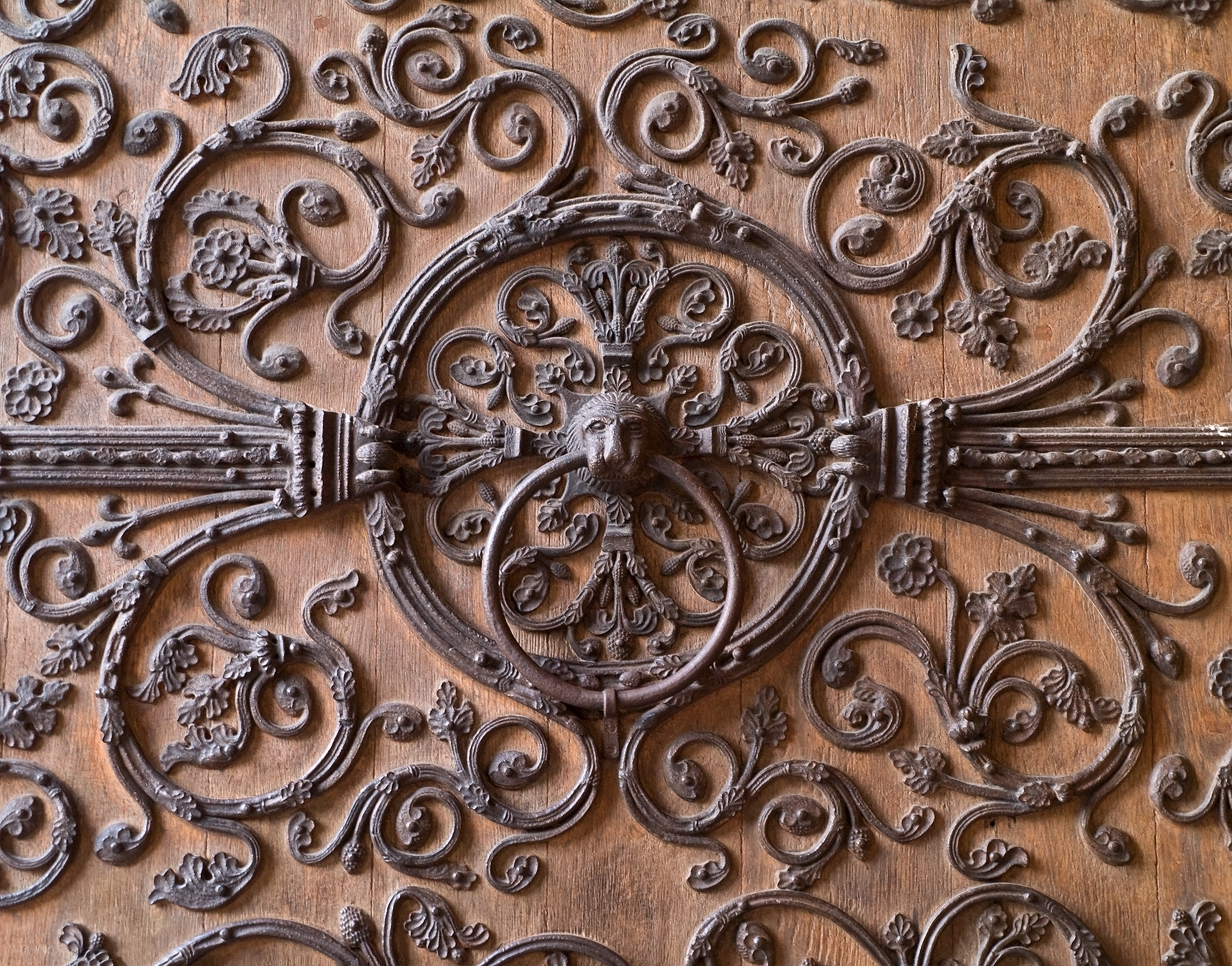
ノートルダム・ド・パリの扉にある聖域リング（フランス）

## 概説
通例、アジールにいる間は保護を受けるが、一度外に出ると保護を受ける事ができない。犯罪を犯した者にとっては、追っ手に捕まって処罰を受けるか、アジールに逃げ込んで自ら幽閉生活を送るかの選択だったようである。また地域によってはアジール権を得ることができる期間に定めのあることもあった。
古代のエジプト、ギリシア、ヘブライ人にアジール権があったことが知られている。旧約聖書の『民数記』や『申命記』には逃れの町の規定があり、過失による殺人を犯したものは、イスラエル中に6つ指定された逃れの町に避難することができ、この町の中にいる限りは、復讐をまぬかれることができた。これによって、裁判の前に被害者の縁者が加害者に復讐することを防いだ。しかし過失が立証された場合も、加害者は大祭司が死ぬまで逃れの町にとどまるべきことが規定されていた（『民数記』35章）。また『列王記』には幕屋がアジールの役割をもったことを示している。
キリスト教以後もアジールはヨーロッパの各地に残った。イングランドでは4世紀から17世紀にかけて教会にアジール権（英語では Right of asylum）が認められた。フランスなど西ヨーロッパ各国にもアジール権を認める地域は多く残った。しかし近代化の中で、王権が強化されるにつれ、アジール権は廃止されていった。
江戸時代に離婚の権利がなかった女性が逃げ込んだ縁切寺もアジールの一つである。

## イングランドのアジール権
ケント王エセルバルトは600年ごろ、アジール権に対するイングランド最初の法律を発布した。ノルマン時代になると、アジール権は二種類に分かれ、すべての教会に認められる低級のものと、王の勅許を得た上級のものが設定された。少なくとも22の教会が上級のアジール権を認められた。この22の教会には、バトル修道院、ビヴァリー、コルチェスター、ダーハム、ヘクサム、ノリッジ、リポン、ウェルズ、ウィンチェスター大聖堂、ウェストミンスター寺院、ヨーク大聖堂が含まれる。これらの聖域に逃げ込んだものは40日間王の令状によって逮捕されない権利を得た。
アジールとしてのイングランドの教会はコモン・ローのもとにあった。教会に逃げ込んだものは、告悔をし、武器を渡し、逃げ込んだ教会の責任者または修道院長の監督を受けた。この聖域にとどまる40日間に、罪人は2つの選択肢のうち1つを選ばねばならなかった。ひとつは当局に渡されて裁判を受けることであり、もうひとつは有罪を認めて最短距離で「王国ノ領土外ニ」亡命し、王の許しを得ぬ限り帰国しないことであった。後者を選んだものは、誰であれ再び戻れば法によって処刑されるか、教会から破門された。両方の処罰が課されることもあった。
14世紀頃からアジール権を廃止する要望が出るようになった。とくに債務逃れのためにアジール権を用いるものが出るようになり、問題とされた（当時のイングランドでは債務不履行は刑事事件として扱われた）。ヘンリー8世はアジール権についての法を変え、アジール権を請求しうる犯罪の種類を大幅に減らした。イングランドでのアジール権はジェームズ1世により1623年完全に撤廃された。